# ゼニス (旅客船)
MVゼニスとは、スペインの船舶会社プルマントゥール・クルーズ社が所有するクルーズ船。セレブリティ・クルーズ社向けに、ドイツのパペンバーグにある造船所マイヤー・ヴェルフトによって1992年に建造された。

## 概要
「セレブリティ・ミレニアム」で春と秋に横浜発着で日本周遊クルーズを実施している、セレブリティ・クルーズ初の新造船が「ホライズン」、第2の新造船がその同型姉妹船「ゼニス」であった。
船名は「頂点、絶頂、全盛、極致、天頂」を意味する。この船名には「天頂」のニュアンスを込めた命名だったという。
内装は、デザイナーのマイケル・カソウラキスおよび英国人デザイナーのジョン・マクニースが手がけた。
「ホライズン」とともにカリブ海を定期的にクルーズする客船として初めて、『CRUISING & CRUISE SHIPS』（ベルリッツ刊）でファイブスターの評価を得ている。

## 船歴

### 就航初期
- フロリダからカリブ海やバミューダ島へのクルーズに就航

### プルマントゥール・クルーズ
- 2007年 - プルマントゥール・クルーズ社所有となり地中海周辺のクルーズに就航
- 1995年 - 3月11日から18日に運航された7泊クルーズが、デビッド・フォスター・ウォレスによる1995年の随筆「A Supposedly Fun Thing I'll Never Do Again（私が二度としない楽しいとされていること）」の舞台となる。ウォレスは、文中でゼニスをナディールと呼んでいる。（ただし、名前を変えていることに特に意味はない、と述べている。）
- 2013年 - 大がかりな改装を行い、海側キャビン68キャビンがバルコニー付きとなった。

### クロワジエール・ド・フランス
- 2014年 - プルマントゥール傘下のフランス向けブランド、クロワジエール・ド・フランス（CDF Croisieres de France ）の客船として、マルセイユ発着クルーズを実施。そのため、フランス人好みのアールデコをモダンにアレンジしたデザインを採用している。
- 2017年 - クロワジエール・ド・フランスの休止にともない、プルマントゥールに戻る。

### ピースボートクルーズ
- 2019年 - ピースボートが行う世界一周クルーズに2020年春から就航することを発表。ピースボートクルーズ史上最大の客船となる。

## 小説の舞台として
ゼニスを舞台とした随筆「A Supposedly Fun Thing I'll Never Do Again (1997)」の作者について
- 筆者のデヴィッド・フォスター・ウォレス（David Foster Wallace、1962年2月21日～2008年9月12日）は、アメリカの作家。アメリカではポストモダン文学の旗手と呼ばれた。
- 1995年3月11日から18日に運航された「ゼニス」の7泊クルーズが、ウォレスによる1997年発表の随筆「A Supposedly Fun Thing I'll Never Do Again（私が二度としない楽しいとされていること）」の舞台である。
- 『これは水です』というケニオン大学でのスピーチは2010年タイム誌で学外者スピーチのベストワンに選ばれた。 スティーブ・ジョブズといえば、2005年にスタンフォード大学で行った「Stay hungry, stay foolish ハングリーであれ、愚かであれ」のスピーチが有名だが、同じ年にウォレスがケニオン大学でジョブズにも負けない名スピーチ（※後述）『これは水です』[7]を行っている。アメリカではウォレスのスピーチのほうを高く評価する声も少なくない。
- アメリカで好評を博しながらも日本では未公開となっていた彼の伝記映画が、日本でもDVD発売されている。それが、ローリングストーン誌の記者が彼に同行した旅を題材にした映画『人生はローリングストーン』。 ウォレスは、1996年に代表作「Infinite Jest」を発表。それを読んで心を奪われたローリングストーン誌の若手記者デヴィッド・リプスキーが密着取材を申し込み、本の宣伝のためのブックツアーに同行する5日間を描く実話に基づいた物語。道中の二人の会話が作品の中心。
- ウォレスの代表作「Infinite Jest」は1079ページにもおよぶ大著で、批評家たちから絶賛され、2006年までに15万部以上を売り上げ、そして今もなお売れ続けているベストセラーである。

『これは水です』スピーチの最終部分
シンジツ（真実＝truth）とは、死の前にある生のためのものです。
シンジツとは、本当の教育の本当の価値のことです。それは知識とはほとんど関係のないもので、たった一つのコトに集約されます。限りなくリアルで、根本的で、でも我々の目にはなかなか見えず、絶えず自分に言い聞かせなくてはいけないコト。
これは水です。
これは水です。
意識的に、社会人生活を日々送ること。これが非常に難しい。「教育は一生の仕事だ」という、これまたありふれた表現になりますが、事実なのです。そしてその教育は、今、この場所で始まります。
幸運以上のものを、君たちに祈っています。
＜解説＞
スピーチでは、いかに大学卒業後の人生が仕事や通勤等の退屈な日常の繰り返し（Day in & Day Out)と、イライラする毎日の生活の連続であることに言及しつつ、それでも世界を違った角度から眺め、物事を異なった視点から考えようとする意識を持つことで本当の意味での自由になれる、と語る。
Truth(真実・シンジツ）というコトバが何度も出てくる。

## ギャラリー

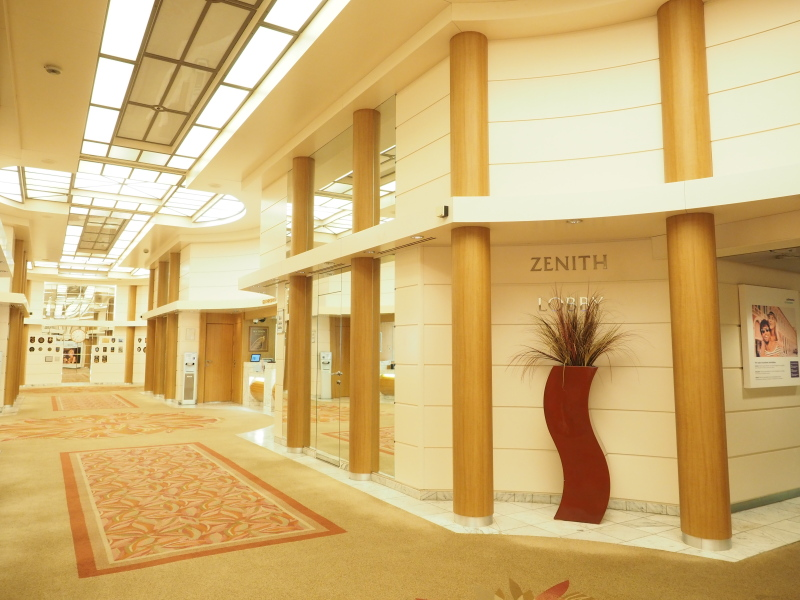
5階中央レセプション
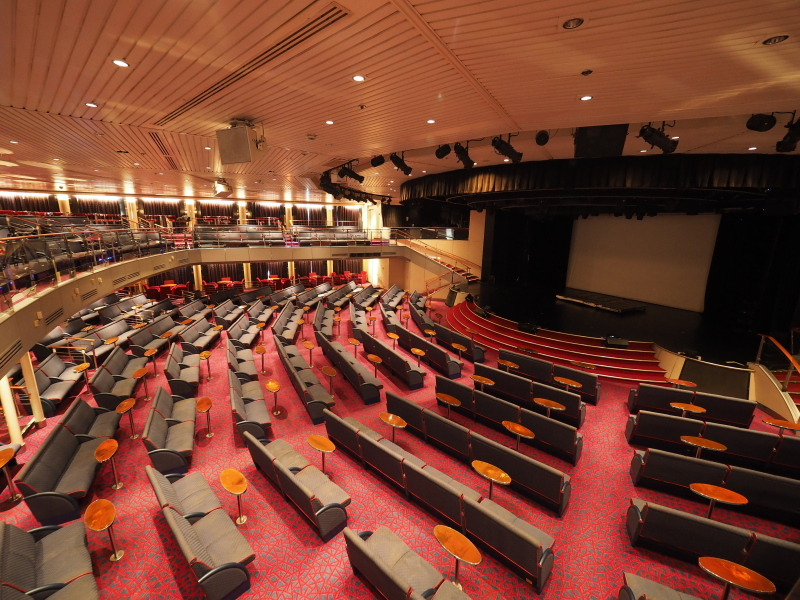
7階/8階前方ブロードウェイ
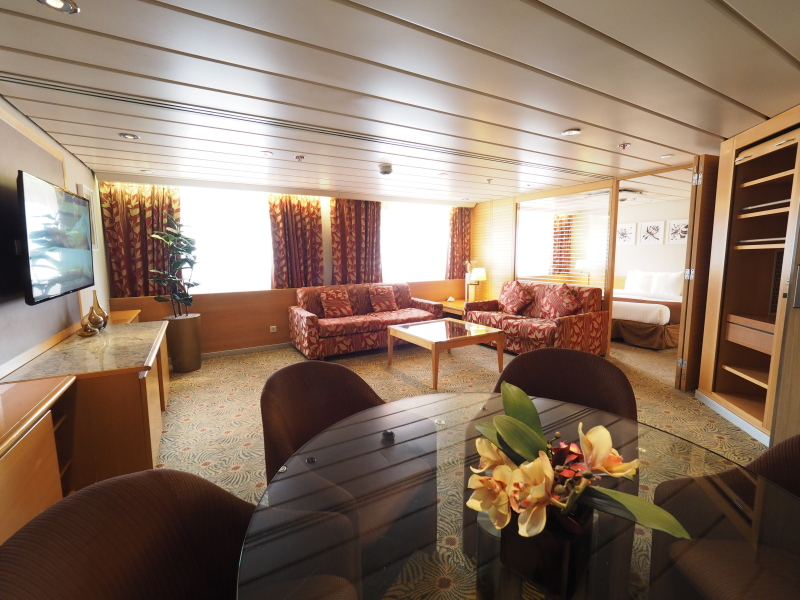
10階船室
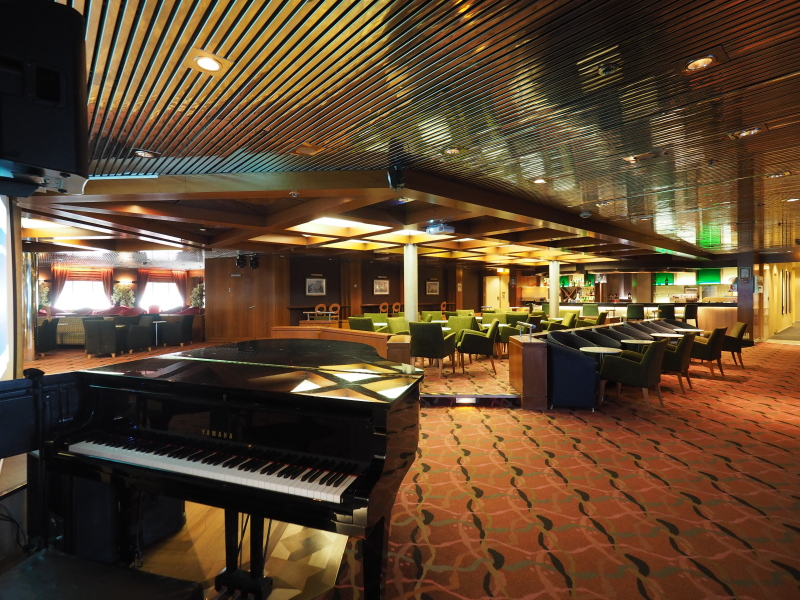
7階中央カフェ＆バー
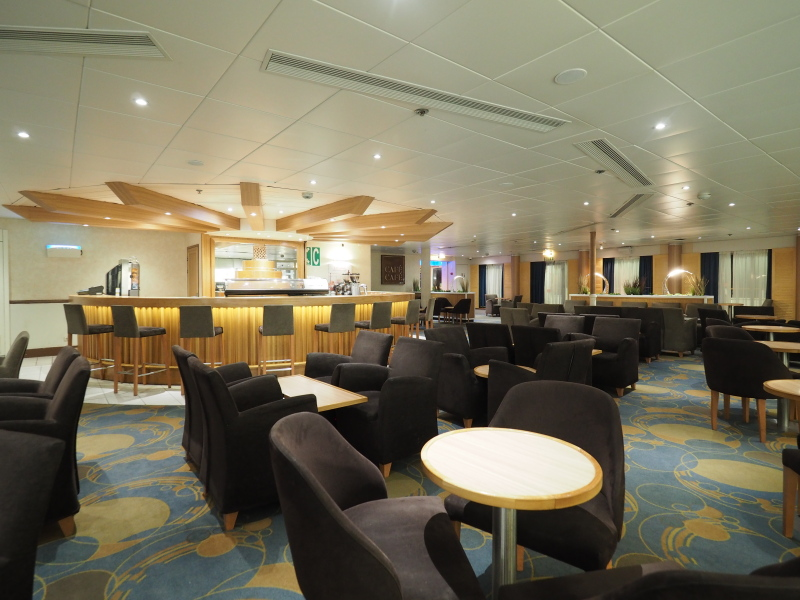
8階中央カフェ＆バー
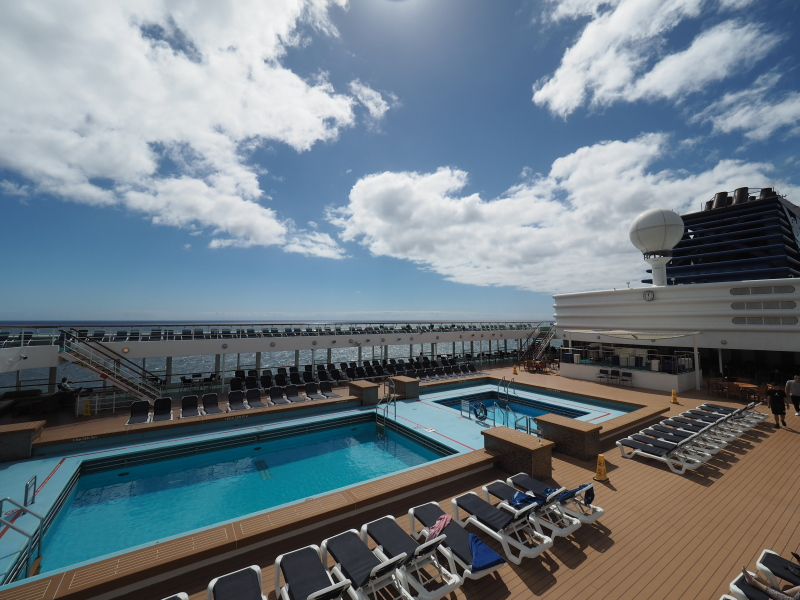
10階中央プール
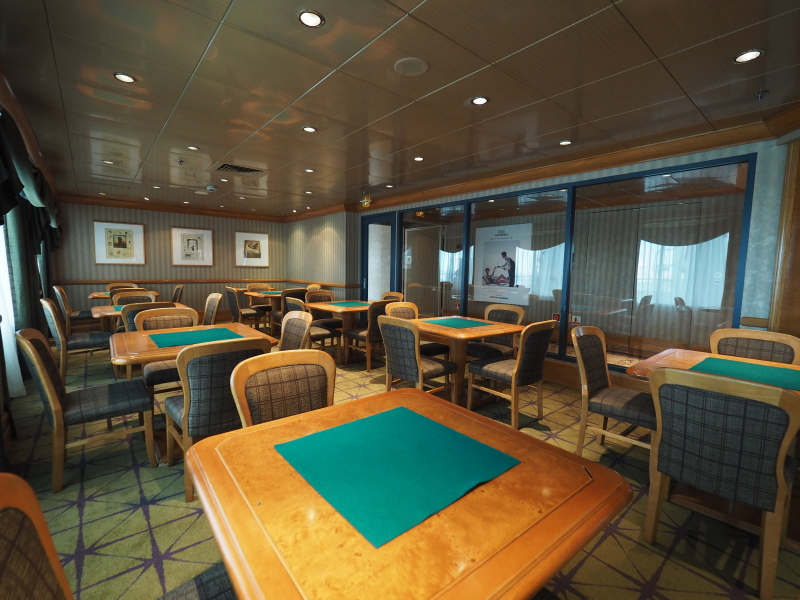
8階後方カードルーム
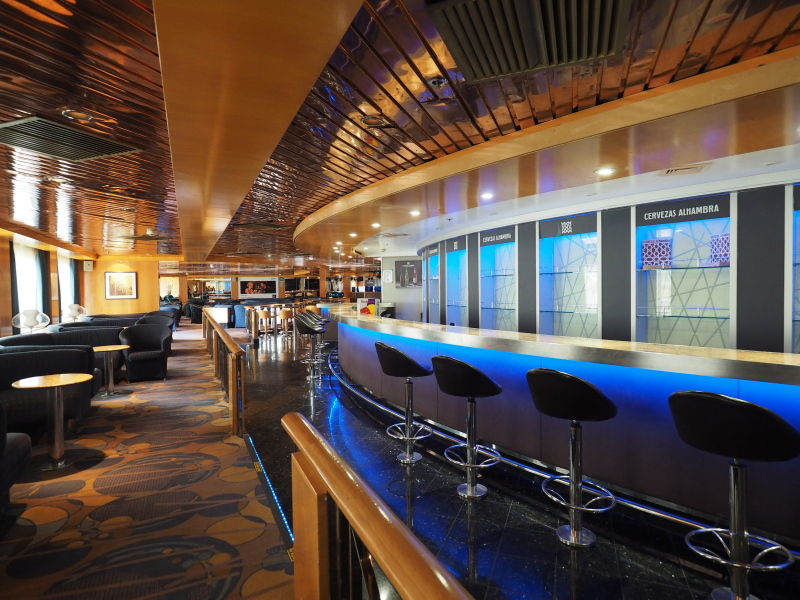
8階後方ディスコ
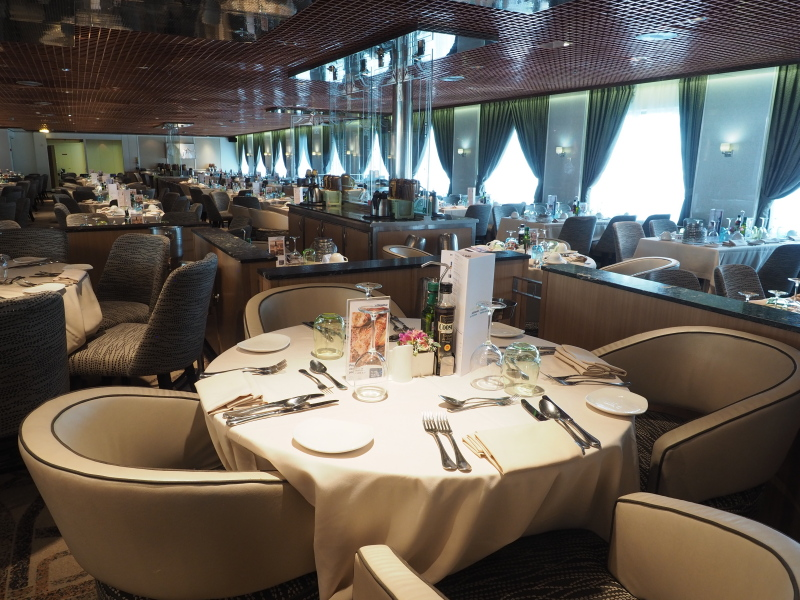
7階中央レストラン
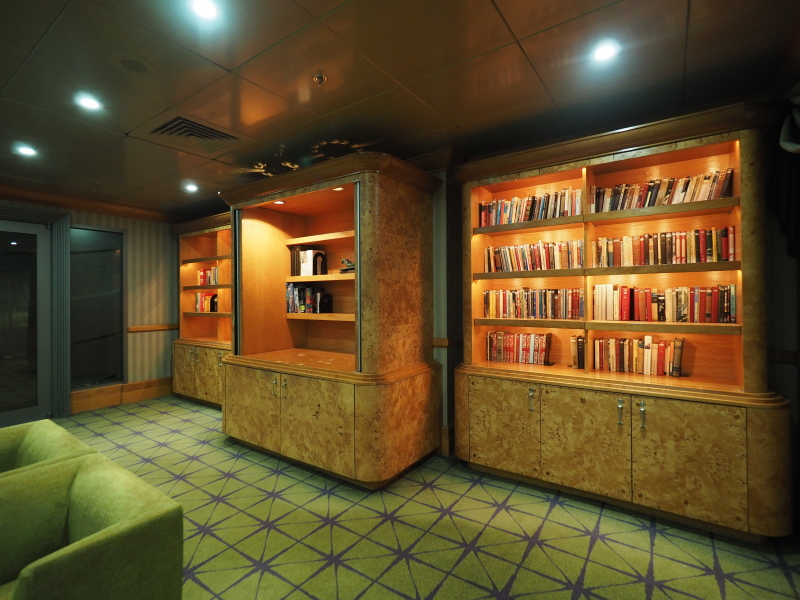
8階後方図書室